# Сенявский, Николай Иероним
Никола́й Иерони́м Сеня́вский (пол. Mikołaj Hieronim Sieniawski) 1645 — † 15 декабря 1683) — польский магнат, ротмистр (1663), великий стражник коронный (1666), полковник (1667), великий хорунжий коронный (1668), надворный маршалок коронный (1674), воевода волынский (с 1680 года), польный гетман коронный (с 1682 года). Староста львовский, рогатинский, пясеченский и радомский.

## Биография
Сын старосты львовского и польного писаря коронного Адама Иеронима Сенявского (1623—1650) и Виктории Эльжбеты Потоцкой.
Принимал участие в военных кампаниях польского короля Яна Казимира против украинских казаков и крымских татар. Участвовал в подавлении рокоша Ежи Себастьяна Любомирского. В 1668 году после отречения от трона польского короля Яна Казимира Николай Иероним Сенявский вначале поддерживал кандидатуру на польский престол московского царевича Федора Алексеевича.
В 1667 году под командованием гетмана польного коронного Яна Собесского участвовал в битве с казацко-татарскими войсками под Подгайцами. Участник Хотинской войны 1673 года. В 1673—1674 годах Николай Сенявский провел самостоятельные военные операции в Подолии и Молдавии. Участник похода польского короля Яна III Собеского в 1683 году под Вену. В 1676 году был избран маршалком коронного сейма. В 1680 году Николай Иероним Сенявский был назначен воеводой русским, а в 1682 году — гетманом польным коронным. В декабре 1683 года гетман польный коронный Николай Иероним Сенявский скончался после разгрома турецкой армии в битве под Веной.
Его супругой была Цецилия Мария Радзивилл (1643—1682), дочь великого маршалка литовского и воеводы полоцкого Александра Людвика Радзивилла от третьего брака с Лукрецией Марией Строцци. Был отцом Адама Николая Сенявского и двух дочерей — Иоанны и Теофилии.

## Портреты

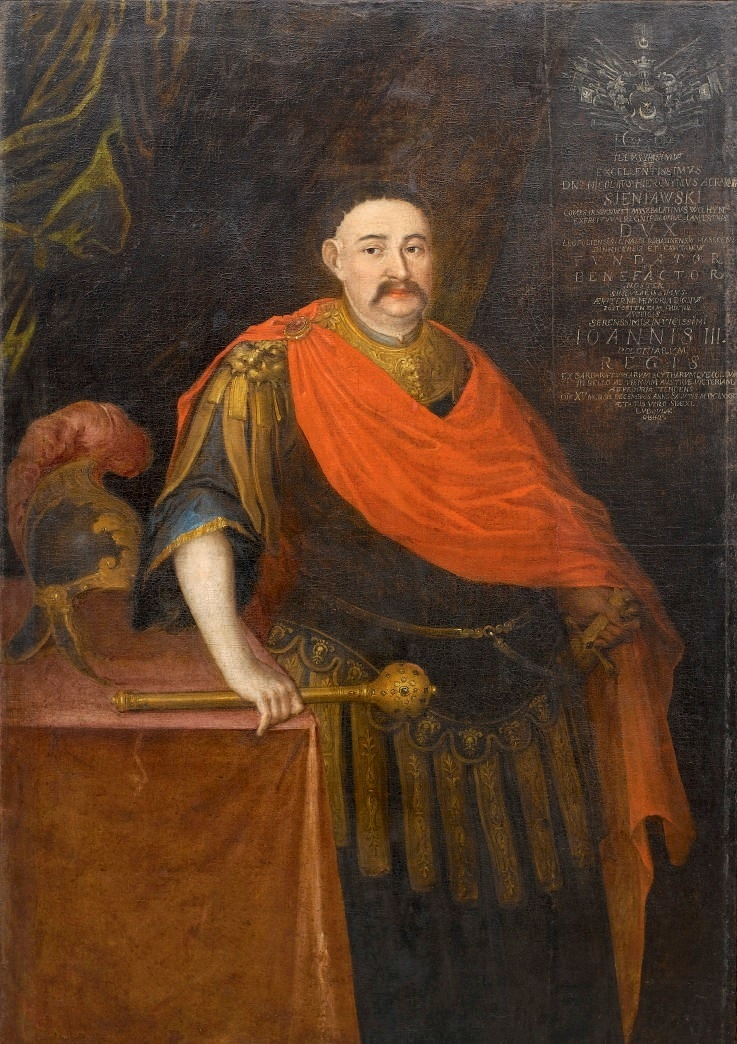
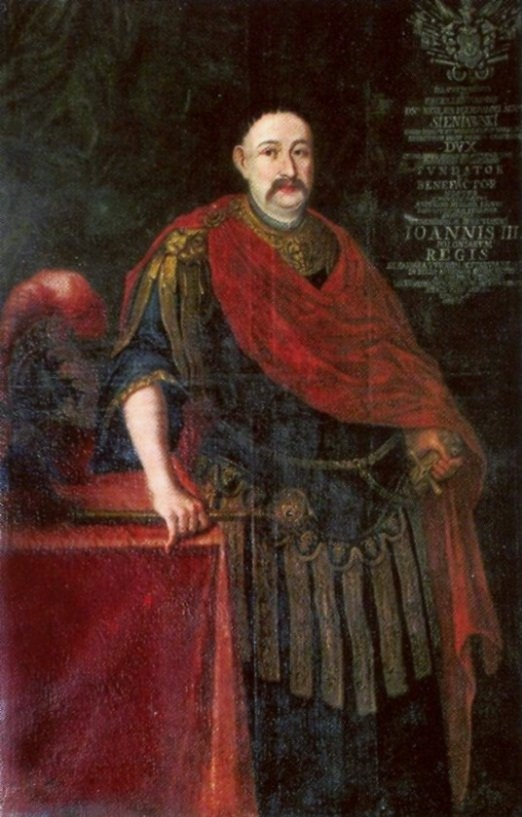
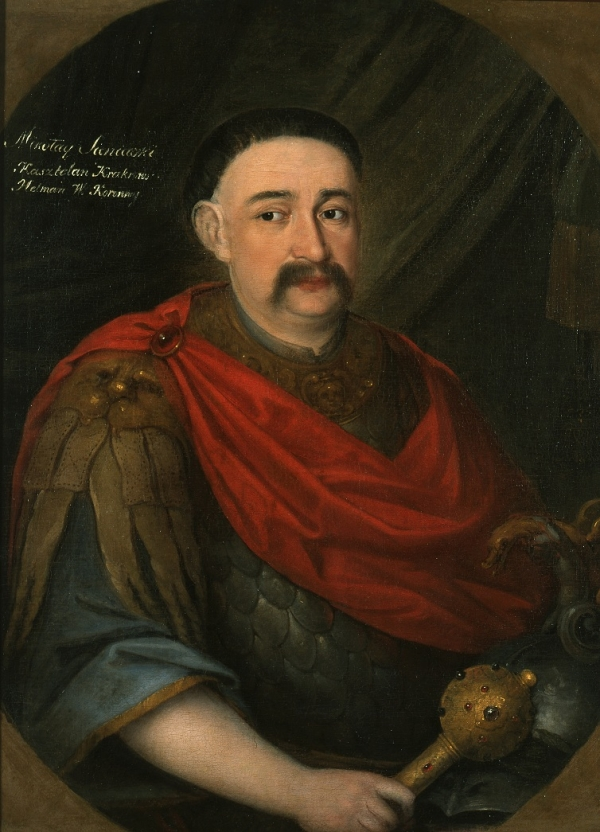
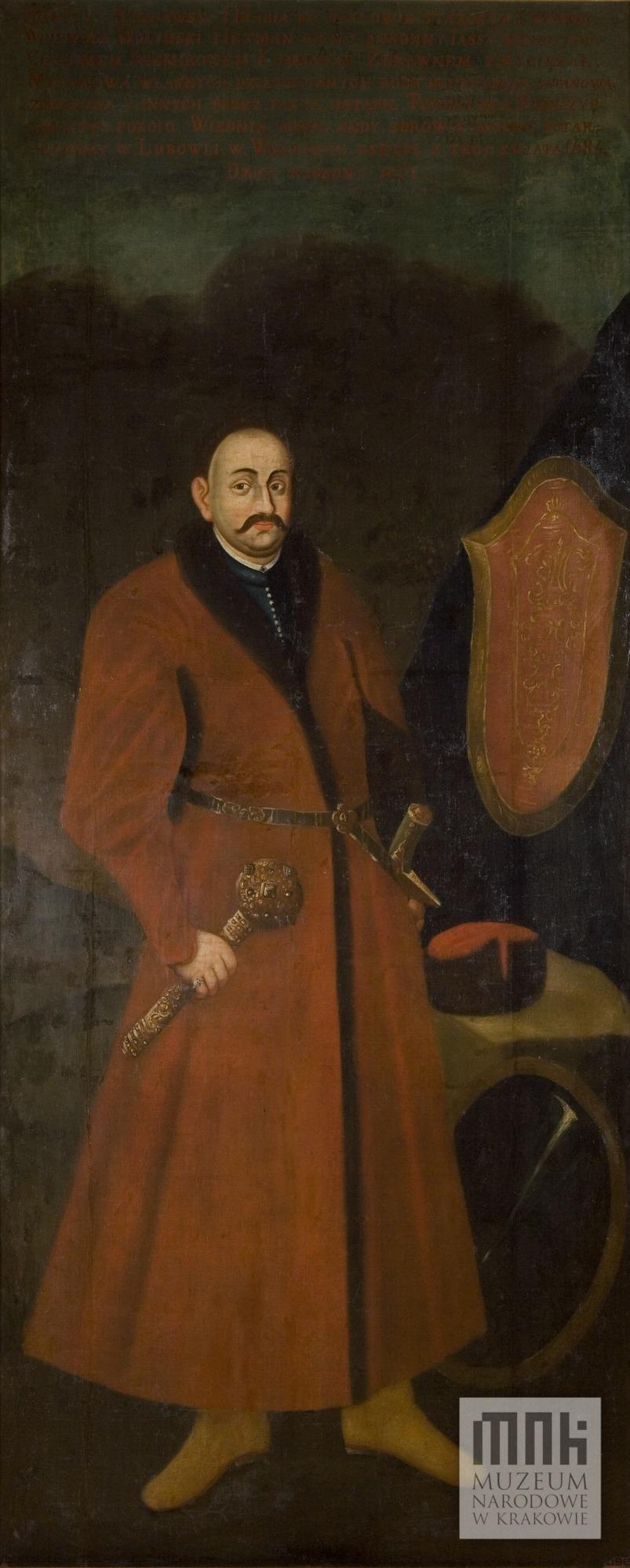
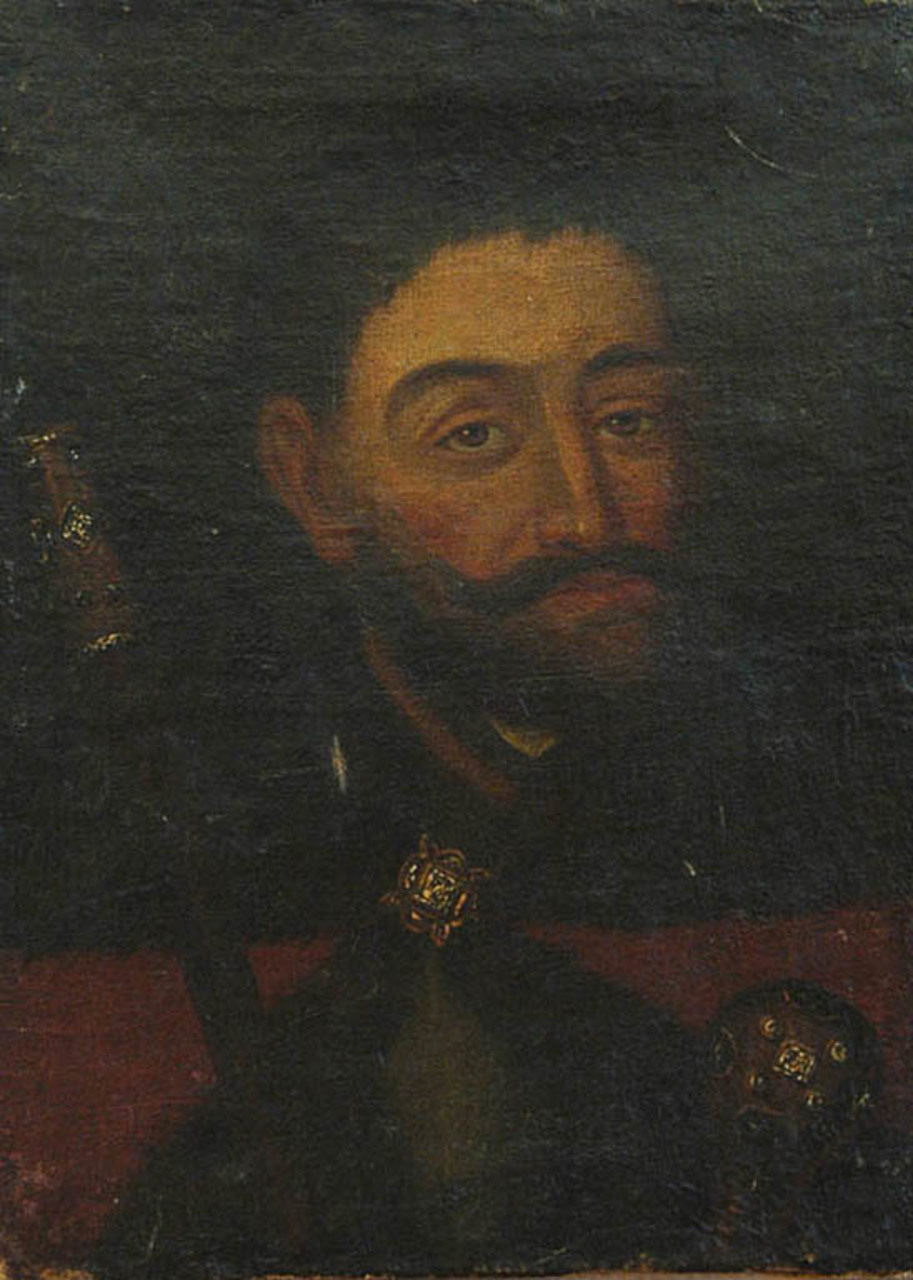
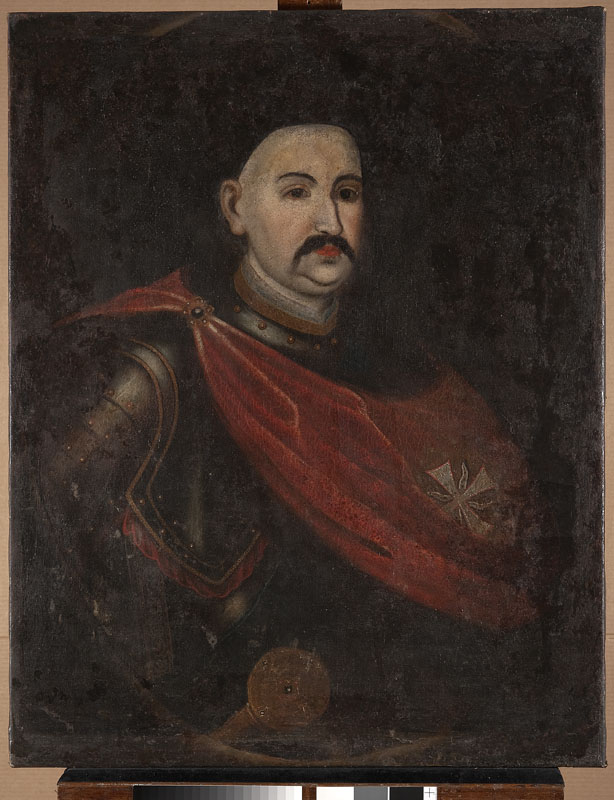
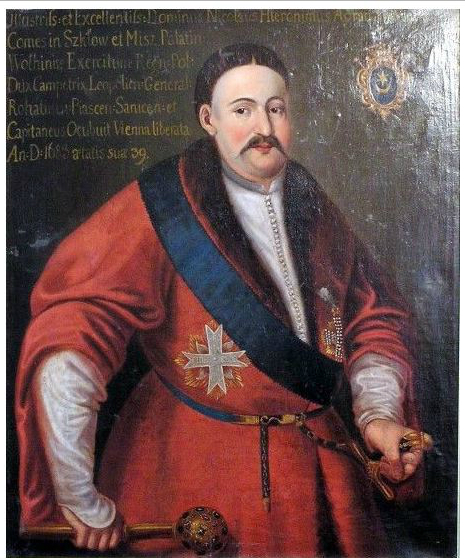
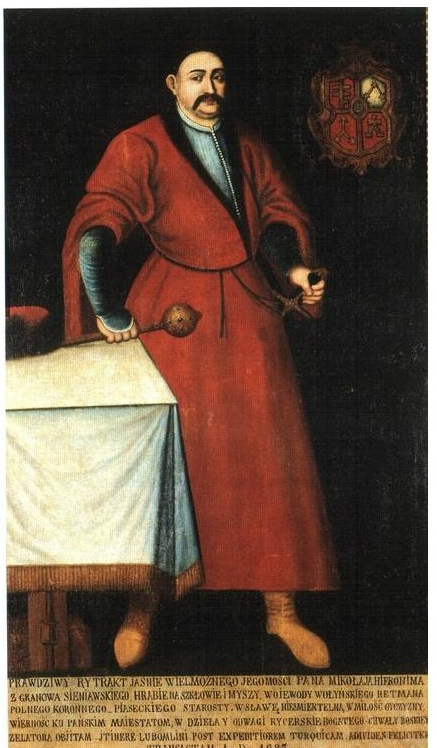